# Чилійський трійник
Чилійський трійник — геологічний трійник розташований на океанічному дні в Тихому океані у півострова Тайтао на південному узбережжі Чилі. Є межею трьох тектонічних плит:Південноамериканської, плити Наска й Антарктичної плити. І є місцем зчленування трьох хребтів: Східно-Тихоокеанської височини, Південно-Тихоокеанської височини і Чилійського хребта.
Антарктична плита розпочала субдукцію під Південну Америку 14 мільйонів років тому в епоху міоцену, утворюючи Чилійський трійник.
Спочатку Антарктична плита зазнавала субдукцію лише на крайньому півдні Патагонії — на березі Магелланової протоки.
У міру того, як південна частина плити Наска та Чилійська височина зазнали субдукції, північніші райони Антарктичної плити почали заглиблюватися під Патагонію, так що Чилійський трійник поступово просувався до свого теперішнього положення перед півостровом Тайтао на 46 ° 15 ' .

## Ресурси Інтернету
- Tectonics of South America: Chile Triple Junction [Архівовано 19 січня 2020 у Wayback Machine.]
- The Chile Margin Triple Junction: Modern Analog to Ancient California? [Архівовано 1 квітня 2012 у Wayback Machine.]

| Рельєф | Це незавершена стаття з геотектоніки. Ви можете допомогти проєкту, виправивши або дописавши її. |